# Rosa Rück
Rosa Rück (* 11. August 1897 in Graz; † 16. Dezember 1969 ebenda) war eine österreichische Politikerin (SPÖ) und Fürsorgerin. Sie war von 1949 bis 1952 Mitglied des Bundesrates und von 1952 bis 1962 Abgeordnete zum Österreichischen Nationalrat.
Rück besuchte nach sechs Klassen einer Volksschule und einem Hauptschulprüfungszeugnis die Landesfürsorgeschule in Graz. Sie arbeitete als Kindermädchen, Fabrikarbeiterin, Kanzleikraft, Verkäuferin und Fürsorgerin und engagierte sich politisch. Sie war Vorsitzende des Grazer Frauenkomitees und  Mitglied des Landesfrauenkomitees der SPÖ Steiermark. Die SPÖ vertrat sie des Weiteren zwischen dem 5. November 1949 und dem 30. September 1952 im Bundesrat und danach vom 30. September 1952 bis zum 14. Dezember 1962 im Nationalrat.